# Polska muzyka chóralna (album Polskiego Chóru Kameralnego)
Polska muzyka chóralna (Łuciuk, Bloch, Koszewski, Kilar, Pałłasz, Penderecki, P. Łukaszewski) – album nagrany przez Polski Chór Kameralny pod dyrekcją Jana Łukaszewskiego z wykonaniem współczesnej polskiej muzyki chóralnej (kompozytorzy: Juliusz Łuciuk, Augustyn Bloch, Andrzej Koszewski, Wojciech Kilar, Edward Pałłasz, Krzysztof Penderecki, Paweł Łukaszewski). Ukazał się 22 listopada 2018 pod szyldem DUX Recording Producers (nr kat. DUX 1505). Nominacja do Fryderyka 2019 w kategorii «Album Roku Muzyka Chóralna, Oratoryjna i Operowa».

## Lista utworów
- Andrzej Koszewski: Unitis viribus na chór mieszany a cappella (2002) słowa: aforyzm łaciński
  - 1. Crux-Lux [3:11]
  - 2. Ad multos annos [2:24]
- Paweł Łukaszewski: Anima Christi na chór mieszany a cappella (2018)
  - 3. Anima Christi na chór mieszany a cappella | for mixed choir a cappella [4:49]
- Juliusz Łuciuk: Apocalypsis na sopran, alt, tenor, baryton i chór mieszany (1985)
  - 4. Festivo [5:25]
  - 5. Misterioso con dolcezza [2:55]
  - 6. Teneramente [2:31]
  - 7. Espressivo molto [4:53]
  - 8. Gioioso sonore [2:19]
- Wojciech Kilar: Lumen na chór mieszany a cappella (2011)
  - 9. Lumen na chór mieszany a cappella | for mixed choir a cappella [5:16]
- Edward Pałłasz: Et... na 24 głosy (2013) słowa: Apokalipsa św. Jana, Rozdział 20: 11-15
  - 10. Et... na 24 głosy | for 24 voices [13:38]
- Augustyn Bloch: W górze nad nami medytacje na 4 soprany, 4 alty, 4 tenory, 4 basy i organy (2003)
  - 11. W górze nad nami medytacje na 4 soprany, 4 alty, 4 tenory, 4 basy i organy | meditations for 4 sopranos, 4 altos, 4 tenors, 4 basses and organs [17:36]
- Krzysztof Penderecki: My też pastuszkowie na chór mieszany a cappella (2015)
  - 12. My też pastuszkowie na chór mieszany a cappella | for mixed choir a cappella [1:50]

## Wykonawcy
- Katarzyna Herrmann, Ludwika Wujtewicz – sopran
- Dagmara Piotrowska – mezzosopran
- Katarzyna Wittschenbach – alt
- Jerzy Stelmański – tenor
- Sebastian Mandziej – baryton
- Polski Chór Kameralny – chór
- Jan Łukaszewski – dyrygent
- Sebastian Wilczewski – organy